# HMS Prince of Wales (1902)
El HMS Prince of Wales fue uno de los cinco acorazados pre-dreadnought de la clase London. Fue construido para la Royal Navy a comienzos del siglo XX. Los London eran similares a los pre-dreadnoughts de la clase Formidable, con modificaciones en el blindaje. Debido a ligeras diferencias entre el HMS Queen y el HMS Prince of Wales con los otros London, a veces se considera a estos dos buques como subclase Queen. La batería principal del barco consistía en dos cañones de 12 pulgadas (305 mm), con una velocidad máxima de 18 nudos. El buque fue puesto en quilla en marzo de 1901, botado en marzo de 1902 y completado en marzo de 1904. Después de ser comisionado en mayo de 1904, sirvió con la Flota del Mediterráneo y luego a la del Atlántico en 1909 y a la Home Fleet tres años después. El Prince of Wales a menudo sirvió como buque insignia durante su carrera.
El barco fue asignado a la Flota del Canal después del comienzo de la Primera Guerra Mundial en agosto de 1914 y transportó a los Royal Marines a Bélgica ese mismo mes. A principios de 1915, se le ordenó ir al Mediterráneo para apoyar a las fuerzas aliadas en la Campaña de los Dardanelos, pero el Prince of Wales solo permaneció allí un corto periodo antes de que se le ordenara ir al Adriático para reforzar la campaña italiana en caso de un ataque de la Armada Austrohúngara. A principios de 1917 se ordenó que el barco regresara al Reino Unido y se redujo a la reserva a su llegada. El Prince of Wales sirvió como buque de alojamiento de tropas. hasta que fue puesto a la venta a finales de 1919. El barco fue vendido como chatarra en abril de 1920 y desguazado a partir de entonces.

## Diseño y descripción
El Director de Construcción Naval, Sir William White, propuso un par más de London para completar un escuadrón táctico de ocho barcos para el Programa Naval de 1900. Después de algunas vacilaciones, el Almirantazgo aceptó, a pesar de la construcción en curso de la clase Duncan, más pequeña y rápida. Una controversia engendrada por el contraalmirante Lord Charles Beresford, segundo al mando de la Flota del Mediterráneo, sobre la retención de buques blindados obsoletos en la flota a mediados de 1900 fue en gran parte responsable de la decisión. Los dos barcos eran prácticamente idénticos a la subclase London, precedente de la Formidable, y generalmente se consideran parte de la Formidable o de la London,  pero la diferencia en la distribución de sus cañones de 12 libras y 3 pulgadas (76 mm), su menor desplazamiento y su construcción posterior a la de los Duncan llevan a algunos autores a considerarlos como una clase Queen separada de las clases Formidable y London.
El Prince of Wales tenía una eslora total de 431 pies y 9 pulgadas (131,6 m), una manga de 75 pies (22,9 m) y un calado medio de 27 pies y 3 pulgadas (8,3 m) con carga profunda. Desplazaba 14.140 toneladas largas (14.370 t) a carga normal y 15.380 toneladas largas (15 630 t) a carga profunda, unas 550 toneladas largas (559 t) más ligero que el último de los London, el HMS Venerable. Con carga profunda, el barco tenía una altura metacéntrica de 4,27 pies (1,30 m). El Prince of Wales tenía una dotación de 747 entre oficiales y marineros cuando se completó en 1904.
El buque estaba propulsado por un par de máquinas de vapor verticales de triple expansión de tres cilindros, cada una de las cuales impulsaba una hélice, utilizando vapor proporcionado por 20 calderas Belleville. Fue el último acorazado británico construido con calderas de tubos de agua Belleville, ya que habían demostrado ser problemáticas y antieconómicas en barcos anteriores. Los motores fueron diseñados para producir un total de 15 000 HP indicados indicados (11 000 kW) que le daban una velocidad de 18 nudos (33 km/h; 21 mph) y el Prince of Wales superó ligeramente esta velocidad en sus pruebas de mar el 8 de febrero de 1908, alcanzando los 18,57 nudos (34,4 km/h; 21,4 mph). Transportaba suficiente carbón para navegar 5 400 millas náuticas (10 000 km; 6 200 millas) a una velocidad de 10 nudos (19 km/h; 12 mph).

### Armamento
El armamento principal de los buques de la clase London consistía en cuatro cañones de retrocarga (BL) de 12 pulgadas (305 mm) Mk IX montados en dos torretas de doble cañón, una a proa y otra a popa de la superestructura. Cada cañón estaba dotado con 80 cartuchos. Los cañones tenían un alcance máximo de 15 150 yardas (13 850 m) con sus proyectiles de 850 libras (390 kg). Su armamento secundario consistía en una docena de cañones BL Mk VII de 6 pulgadas (152 mm) en montajes individuales colocados en casamatas en el centro del barco, seis en cada costado. Ocho de ellos estaban montados en la cubierta principal y el resto en la cubierta superior; los cañones de la cubierta principal eran difíciles de trabajar con mal tiempo. El barco portaba 200 balas por este tipo de cañón. Tenían un alcance máximo de aproximadamente 12 200 yardas (11 200 m) con sus proyectiles de 100 libras (45 kg).
Catorce cañones de tiro rápido (QF) de 12 libras y 3 pulgadas (76 mm) de 12 cwt fueron equipados para la defensa contra torpederos. Cuatro de ellos estaban en la cubierta principal, un par en cada extremo del barco y los diez restantes en la cubierta superior. El Prince of Wales también llevaba seis cañones Hotchkiss de 3 libras de 1,9 pulgadas (47 mm), dos en cada parte superior de combate y uno en cada techo de torreta. El barco estaba equipado con cuatro tubos lanzatorpedos sumergidos de 18 pulgadas (450 mm), dos en cada costado a lo largo de las barbetas.

### Blindaje
El esquema de blindaje de la clase London era similar al de la Canopus, aunque, a diferencia de los barcos anteriores, el cinturón de blindaje de la línea de flotación realizado en acero Krupp excedía de la longitud del barco. La porción de 9 pulgadas (229 mm) de espesor tenía 238 pies (72,5 m) de largo y se extendía desde justo detrás de la barbeta delantera hasta un punto frente a la barbeta de popa, y tenía una altura total de 15 pies (4,6 m), de los cuales 10 pies y 6 pulgadas (3,2 m) estaban por encima del agua y el resto por debajo del agua con carga normal. El grosor del blindaje del cinturón delantero se redujo en pasos de 7-5-3 pulgadas (178-127-76 mm) hasta el vástago de 2 pulgadas (51 mm) y había un cinturón de 1 pulgada (25 mm) que iba desde la barbeta de popa hasta la popa. Un mamparo de 9-10 pulgadas (229-254 mm) se extendía oblicuamente desde el extremo de popa de la correa principal hasta la cara trasera de la barbeta de popa.
Las torretas de los cañones estaban protegidas por un blindaje Krupp, de 8 pulgadas (203 mm) en la cara y 10 pulgadas en la espalda, con techos de 2 a 3 pulgadas de espesor. El blindaje Krupp de las barbetas tenía 12 pulgadas de espesor sobre la cubierta principal, pero 10 pulgadas en la cara y los lados y 6 pulgadas en la parte trasera debajo de ella. Las casamatas estaban protegidas por 6 pulgadas de blindaje de acero Krupp. Los espesores de las cubiertas de acero dulce oscilaban entre 1 y 2,5 pulgadas (25 a 64 mm). Las paredes de la torre de mando delantera eran de 10 pulgadas de blindaje Harvey con un techo de 4 pulgadas (102 mm) y la torre de mando de popa tenía tres pulgadas de acero al níquel.

## Historial de servicio

### Construcción
El Prince of Wales, llamado así por el título conferido al heredero al trono británico, fue el quinto barco de su nombre en servir en la Royal Navy.  El buque fue puesto en quilla en el astillero de Chatham el 20 de marzo de 1901, amadrinado el buque por Lady Wharton, esposa del contralmirante Sir William Wharton, hidrógrafo del Almirantazgo. Fue botado por la Princesa de Gales (más tarde Reina María) el 25 de marzo de 1902, en presencia del Príncipe de Gales (más tarde Rey Jorge V), por quien el barco recibió su nombre. 

### Antes de la Primera Guerra Mundial
Tras su finalización en marzo de 1904, el HMS Prince of Wales pasó inmediatamente a la reserva en el astillero de Chatham. El buque entró en servicio allí el 18 de mayo para prestar servicio con la Flota del Mediterráneo. La Flota del Mediterráneo rindió visita de cortesía a Barcelona el 4 de julio de 1905, proveniente de Mahón y pusieron rumbo a Gibraltar el 11 de julio. La escuadra estaba compuesta por el acorazado HMS Bulwark, como buque insignia, más los acorazados Formidable, Implacable, London, Venerable, Queen y el mismo Prince of Wales. También estaban los cruceros Leviathan, Carnarvon y Diana, totalizando una flota de diez buques. Mientras estaba en el Mediterráneo, chocó con el vapor mercante SS Enidwen frente a Orán, en la entonces África Occidental Francesa, el 29 de julio de 1905, resultando en que el ancla del Enidwen le causó daños en la cubierta principal. El 16 de abril de 1906, el Prince of Wales sufrió una explosión en la sala de máquinas en la que murieron tres hombres y cuatro resultaron heridos. El 28 de mayo, terminó su primera gira por el Mediterráneo con una remodelación en el astillero de Portsmouth que duraría de junio a noviembre. El 8 de septiembre, el buque volvió a entrar en servicio en la Flota del Mediterráneo. Se convirtió en buque insignia del segundo al mando de la flota un año más tarde, en agosto de 1907, y se sometió a otro reacondicionamiento en Malta en 1908.
El Prince of Wales fue transferido a la Flota del Atlántico como buque insignia del comandante de la flota en febrero de 1909 y fue dañado por una explosión en una de las salas de calderas el 2 de julio. En diciembre de 1910, el contralmirante John Jellicoe, más tarde comandante de la Gran Flota y Primer Lord del Mar, izó su bandera en el Prince of Wales. El buque se sometió a un reacondicionamiento en Gibraltar entre febrero y mayo de 1911 antes de ser transferido a la Home Fleet el 13 de mayo de 1912. Inicialmente, el Prince of Wales se convirtió en buque insignia del 3.er Escuadrón de Batalla de la Primera Flota, pero luego volvió a ser un private ship en la escuadra el 13 de mayo. Más tarde, el barco se convirtió en el buque insignia del segundo al mando de la Segunda Flota, en Portsmouth. y parte del 5.º Escuadrón de Batalla. El 18 de febrero de 1913, servía como buque insignia del segundo al mando del 5.º Escuadrón de Batalla. El 2 de junio de 1913, fue abordado accidentalmente por el submarino HMS C32 mientras participaba en unos ejercicios, pero no sufrió daños reseñables. El 18 de mayo de 1914, el Prince of Wales había relevado a su buque gemelo, el Queen, como buque insignia del 5.º Escuadrón de Batalla.

### Primera Guerra Mundial
Cuando estalló la Primera Guerra Mundial en agosto de 1914, el escuadrón fue asignado a la recién reconstituida Flota del Canal de la Mancha el 7 de noviembre y con base en Portland, desde donde patrullaba el Canal de la Mancha. El Prince of Wales era ahora el buque insignia del contralmirante Bernard Currey y la primera tarea del escuadrón era proteger la transferencia de la Fuerza Expedicionaria Británica a través del Canal de la Mancha a Francia. Patrullaron el extremo oriental del Canal de la Mancha, mientras que los Escuadrones de Batalla 7.º y 8.º cubrieron al escuadrón de cruceros en la entrada occidental. Los alemanes no hicieron ningún esfuerzo significativo para interferir con el tráfico en el Canal de la Mancha y al 5.º BS se le permitió regresar a Portland después de que la mayor parte de la Fuerza Expedicionaria Británica cruzara el canal el 23 de agosto. Varios días después, el escuadrón transportó al Batallón de Marines de Portsmouth a Ostende (Bélgica). El 14 de noviembre, el escuadrón fue transferido a Sheerness para protegerse contra una posible invasión alemana del Reino Unido, pero regresó a Portland el 30 de diciembre de 1914.
El 19 de marzo de 1915, el Prince of Wales recibió la orden de ir al Mediterráneo oriental para participar en la Campaña de los Dardanelos. Partió de su base en Portland el 20 de marzo de 1915 y fue asignado al 5.º Escuadrón británico de la Flota Aliada frente a los Dardanelos, donde llegó el 29 de marzo. El Prince of Wales apoyó los desembarcos de la 3.ª Brigada del Ejército Australiano en Gaba Tepe y Anzac Cove el 25 de abril. Su estancia en los Dardanelos estaba destinada a ser corta, ya que la Convención Naval Anglo-Franco-Italiana del 10 de mayo exigía que los británicos proporcionaran un escuadrón de cuatro acorazados para reforzar a la Armada italiana contra la Armada Austro-Húngara después de que Italia declarara la guerra a Austria-Hungría. El almirante Paolo Thaon di Revel, jefe del Estado Mayor de la Armada italiana, creía que la amenaza de los submarinos austrohúngaros y las minas navales en el Mar Adriático era demasiado seria para que pudiera utilizar la flota de forma activa. Por lo tanto, mantuvo sus acorazados más modernos, además de los británicos, en Tarento para bloquear a los austrohúngaros en el mar Adriático.
El 22 de mayo, el Prince of Wales, junto con los acorazados Implacable, London y Queen, fue transferido al Adriático para formar la escuadrilla destacada, llegando el Prince of Wales a su nueva base el 27 de mayo. El acorazado se convirtió en el buque insignia de la escuadra en marzo de 1916. Terminó sus labor como buque insignia en junio de 1916, cuando fue a Gibraltar para un reacondicionamiento y luego regresó al Adriático.
En febrero de 1917, el Prince of Wales recibió la orden de regresar al Reino Unido. En su viaje de regreso, hizo escala en Gibraltar desde el 28 de febrero de 1917 hasta el 10 de marzo de 1917 y llegó al astillero de Devonport más tarde en marzo. Fue puesto en reserva a su llegada y utilizado como barco de alojamiento.

### Posguerra
El Prince of Wales fue puesto en la lista de eliminación el 10 de noviembre de 1919, y fue vendido como chatarra a Thos. W. Ward el 12 de abril de 1920. El barco llegó a Milford Haven (Gales), para ser desguazado en junio de 1920.